# Спирвил (Канзас)
Спирвил (енгл. Spearville) град је у америчкој савезној држави Канзас.

## Демографија
По попису из 2010. године број становника је 773, што је 40 (-4,9%) становника мање него 2000. године.
| Група             | 2000.       | 2010.       |
| Белци             | 761 (93,6%) | 700 (90,6%) |
| Афроамериканци    | 2 (0,2%)    | 3 (0,4%)    |
| Азијати           | 0 (0,0%)    | 0 (0,0%)    |
| Хиспаноамериканци | 41 (5,0%)   | 65 (8,4%)   |
| Укупно            | 813         | 773         |